# Atentado de Berlim em 2016
Na noite de 19 de dezembro de 2016, um caminhão invadiu o mercado de Natal ao lado da Igreja Memorial Imperador Guilherme na Breitscheidplatz, em Berlim, Alemanha. Doze pessoas foram mortas e outras 56 feridas. Uma das vítimas era o motorista original do caminhão, o polonês Łukasz Urban, que foi encontrado morto a tiros no assento do passageiro. O perpetrador foi Anis Amri, um tunisino que tinha tido seu pedido de asilo rejeitado. Quatro dias após o ataque, enquanto estava em fuga, ele foi morto em um tiroteio com a polícia perto de Milão, Itália. Um suspeito inicial tinha sido preso e depois libertado por falta de provas. O evento foi designado como um ataque terrorista.
A polícia e o Ministério Público da Alemanha trataram o ataque como um ato de terrorismo. A organização Estado Islâmico reivindicou a responsabilidade pelo ataque, dizendo que o atacante respondeu aos apelos para atingir cidadãos dos Estados que lutam contra a organização jihadista.

## Ataque

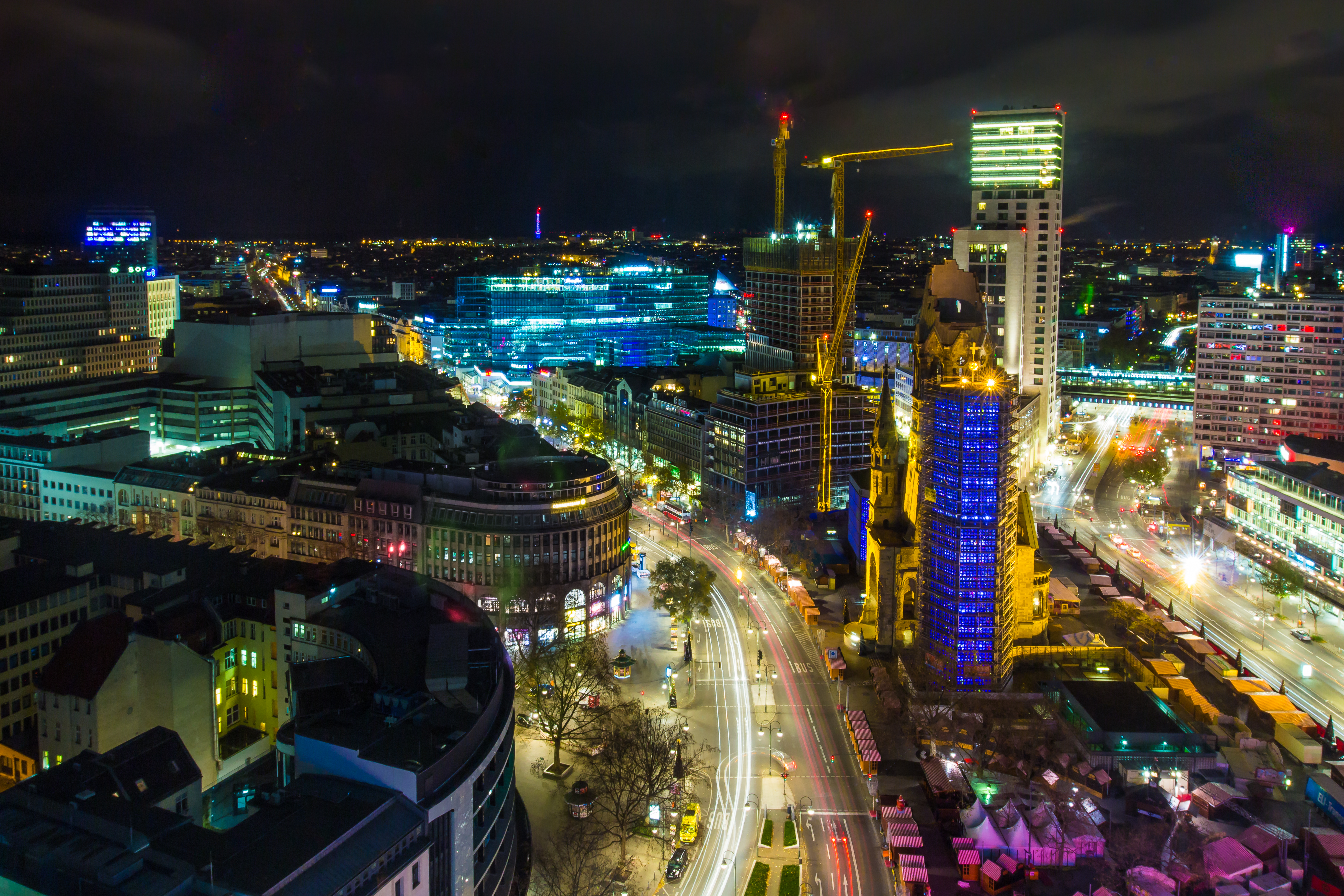
Mercado de Natal na Breitscheidplatz em 2015.

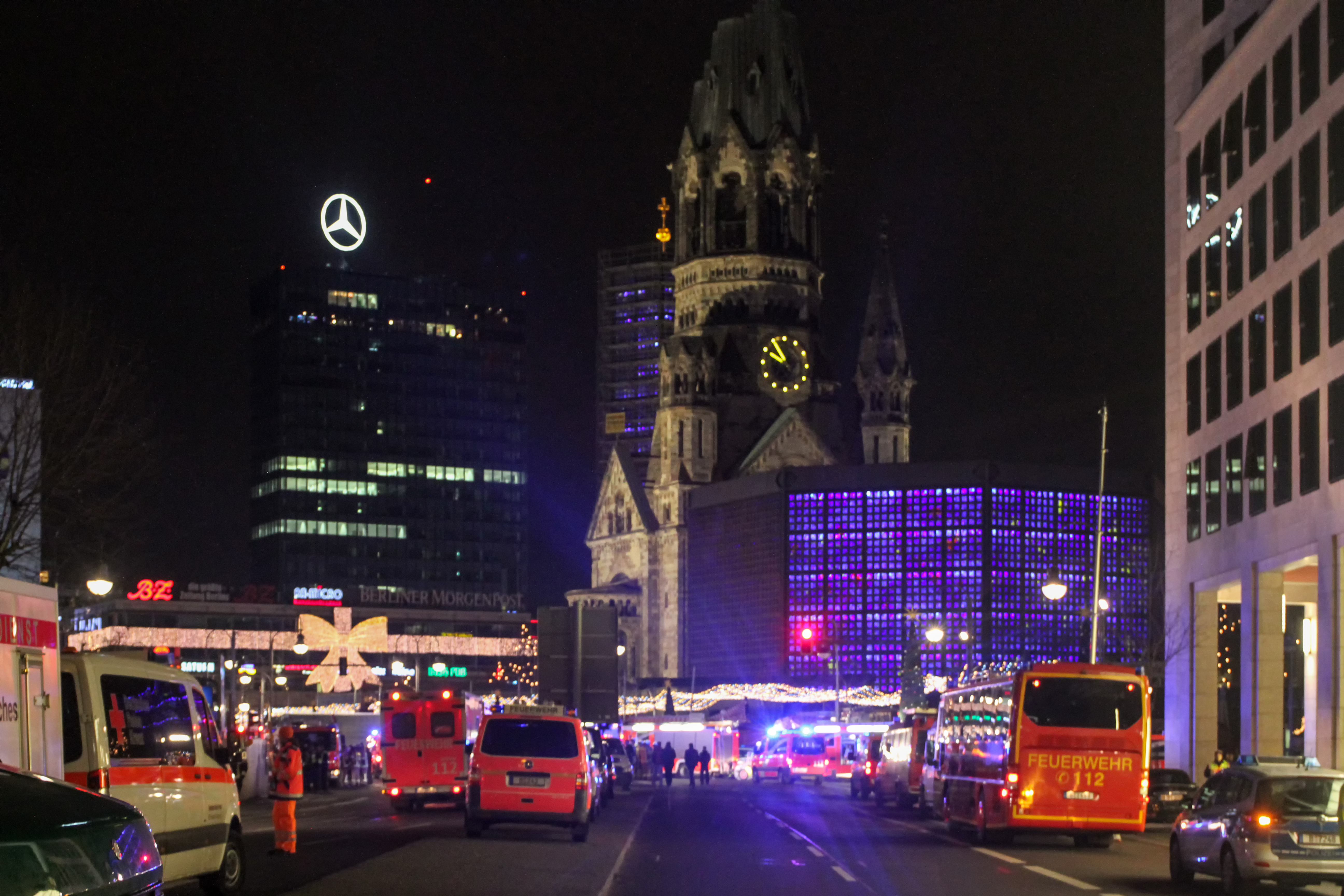
Breitscheidplatz após o ataque.

Percurso do caminhão.

### Sequestro
O veículo em questão, um caminhão semi-reboque preto Scania modelo R 450, tinha placas da Polônia e pertencia a uma empresa de entregas polonesa, a Usługi Transportowe Ariel Żurawski, com sede em Sobiemyśl. O caminhão estava retornando para a Polônia, tendo iniciado sua viagem em Turim, na Itália. O veículo transportava vigas de aço para um armazém de Berlim de propriedade da ThyssenKrupp.
O chefe da empresa de entrega, Ariel Żurawski, relatou que seu primo Łukasz Robert Urban estava dirigindo o caminhão em Berlim, mas que não podia imaginar Urban como responsável pelo ataque. A empresa de Żurawski entrou em contato pela última vez com o motorista entre 15h e 16h, quando Urban informou que tinha chegado adiantado ao armazém de Berlim e que teria que esperar no local durante a noite para descarregar seu caminhão na manhã seguinte. A última foto de Urban ainda vivo foi tirada em uma loja de kebab perto do armazém da ThyssenKrupp por volta das 14h.
A família não conseguiu entrar em contato com Urban desde às 16h. Żurawski suspeitou que o caminhão tinha sido sequestrado com base em suas coordenadas GPS, bem como indicações de que o caminhão estava sendo conduzido erraticamente. Żurawski identificou mais tarde a vítima encontrada no caminhão como seu primo Urban, o motorista original do caminhão. Acredita-se que Urban foi morto pelo perpetrador do ataque.

### Ataque ao mercado de Natal
Em 19 de dezembro de 2016, às 20h02 (hora local), o autor levou o caminhão roubado através de um mercado de Natal na Breitscheidplatz, na Cidade Ocidental de Berlim, matando onze pessoas e ferindo outras 49. O caminhão veio da direção de Hardenbergstraße, dirigiu 50-80 metros através do mercado e destruiu várias barracas, antes de voltar para Budapester Straße e parar perto da Igreja Memorial Imperador Guilherme. Antes de entrar no mercado de Natal, o caminhão tinha circulado pela Breitscheidplatz.
Várias testemunhas viram o motorista sair do caminhão e fugir para o Tiergarten. Uma testemunha correu atrás dele.
Łukasz Urban foi encontrado morto no banco do passageiro da cabine do caminhão; Ele tinha sido esfaqueado e tinha uma marca de tiro na cabeça de uma arma de fogo de pequeno calibre. Os investigadores acreditam que Urban ainda estava vivo quando o caminhão chegou à Breitscheidplatz e foi esfaqueado porque ele tentou impedir o ataque. Os relatórios indicaram que ele agarrou o volante, forçando o caminhão a virar à esquerda e parar, quando então foi baleado na cena do ataque. Este ato do polonês pode ter salvado muitas vidas. Após Anis Amri ser morto pela polícia em Milão, a arma que ele estava usando foi identificada e confirmada como sendo a utilizada por ele na época do atentado.

## Investigação

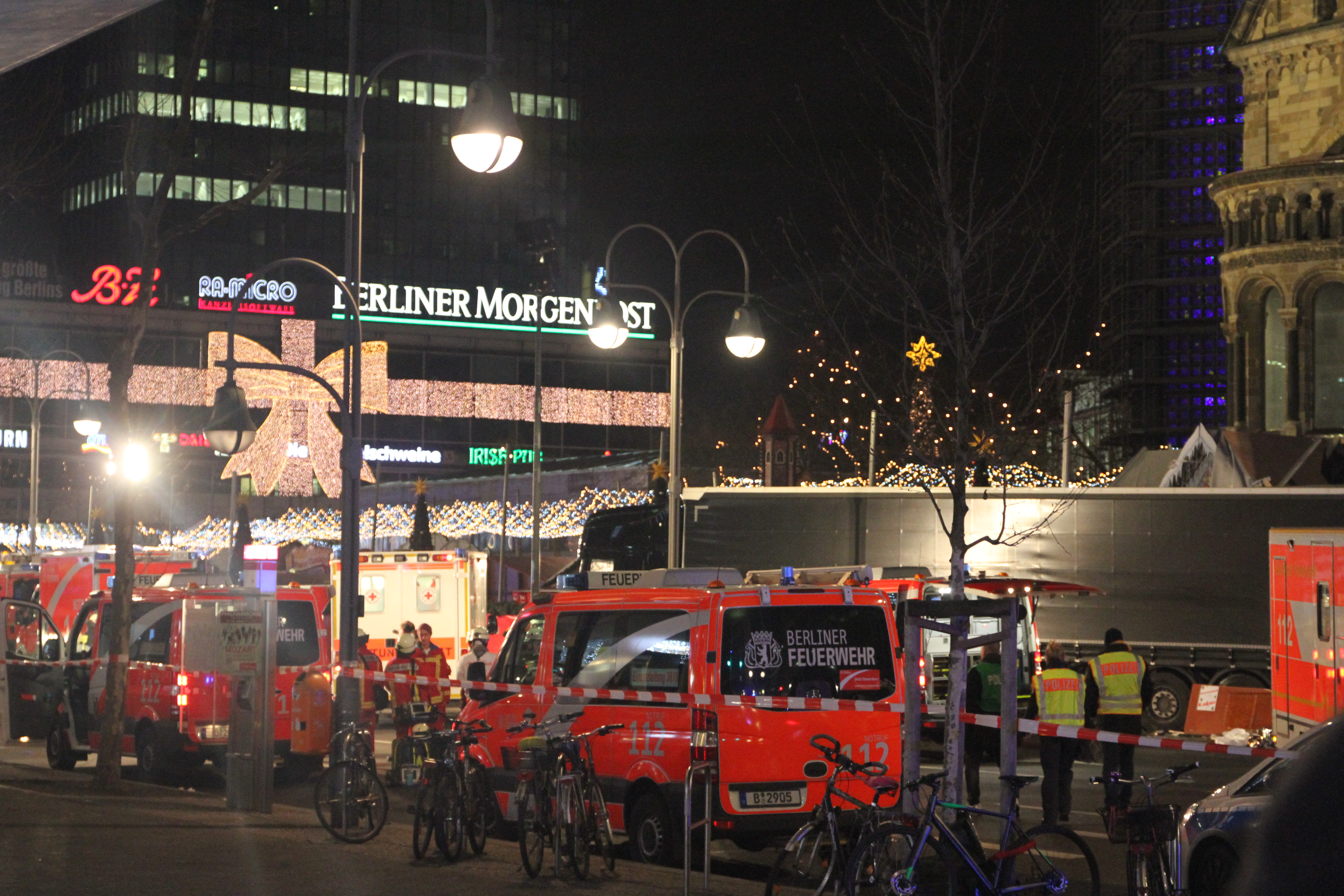
O caminhão envolvido no ataque.

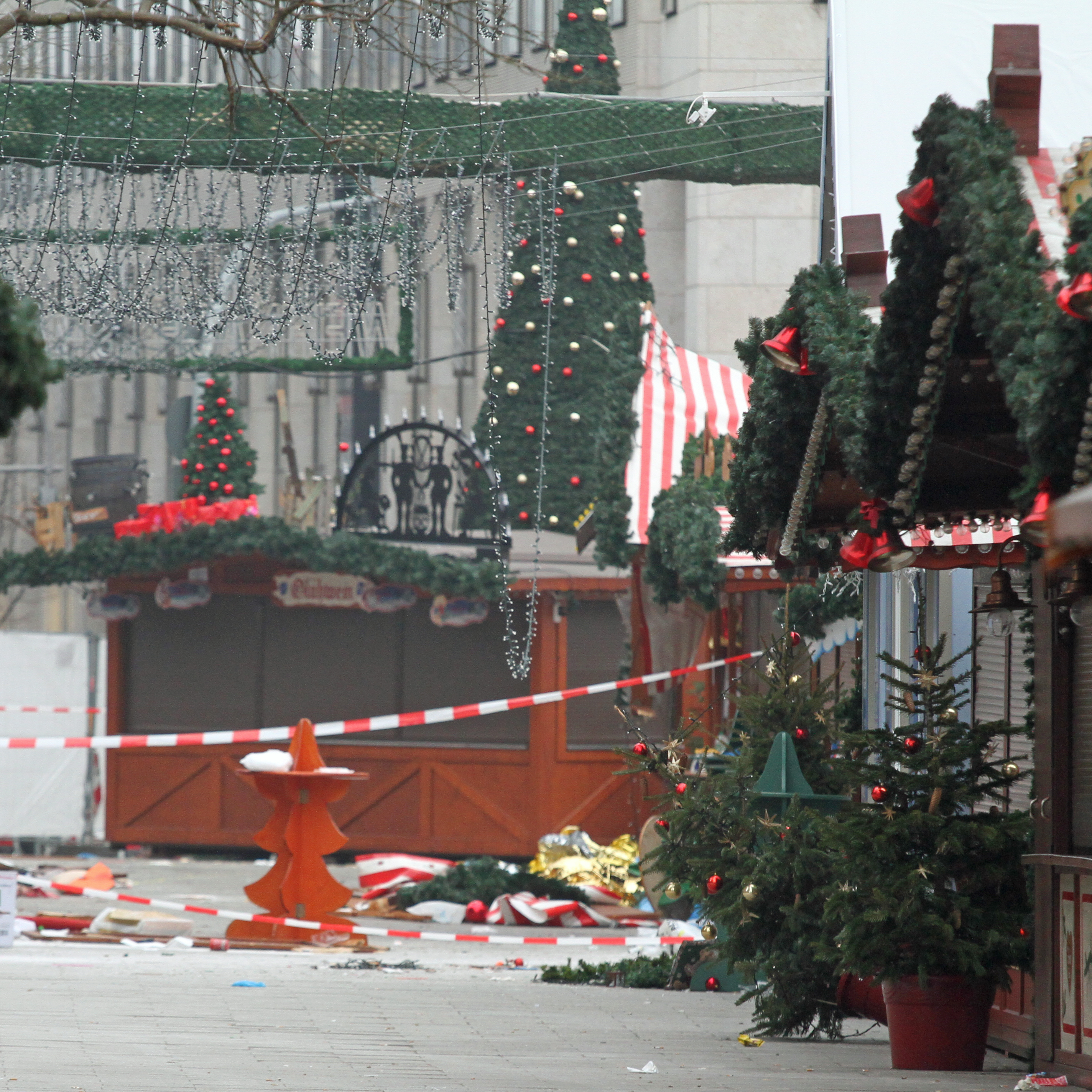
Mercado de Natal destruído após a passagem do caminhão.

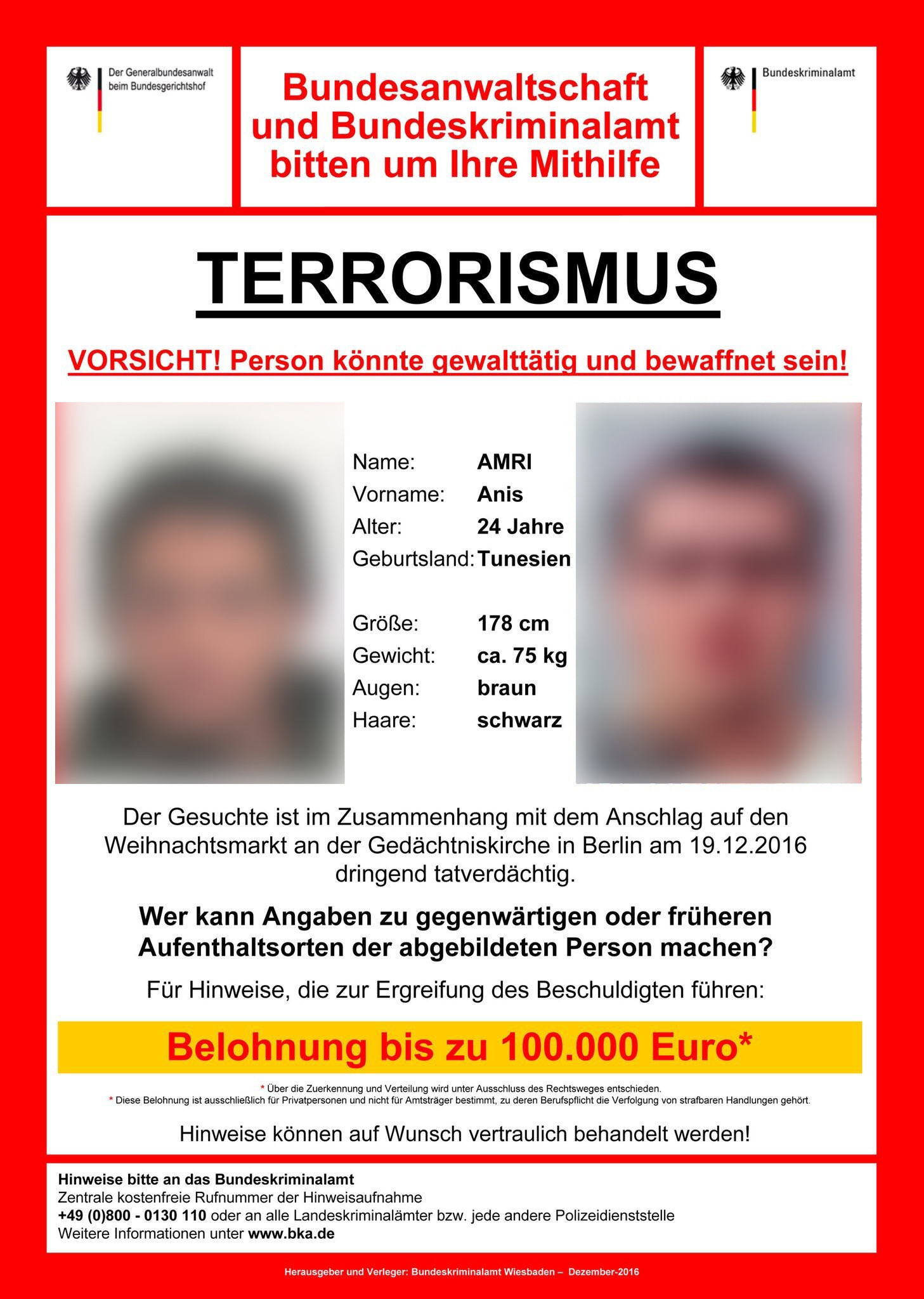
Cartaz de procura ao tunisiano Anis Amri.

A Polícia e Ministério Público da Alemanha estão investigando o incidente como um ataque terrorista. A Chanceler da Alemanha, Angela Merkel, disse: "Devemos assumir que este foi um ataque terrorista". O ministro alemão do Interior, Thomas de Maizière, descreveu o incidente como um ataque brutal. O Departamento de Estado dos Estados Unidos havia advertido previamente sobre o perigo de ataques terroristas em mercados de Natal na Europa depois que o grupo Estado Islâmico do Iraque e do Levante tomou posse das cidades de Raqqa, na Síria, e Mosul, no Iraque. O Estado Islâmico reivindicou a responsabilidade pelo ataque terrorista pouco depois da libertação de um refugiado paquistanês que foi detido por engano. O suspeito paquistanês desapareceu misteriosamente pouco depois de ser libertado.

### Suspeitos

#### Suspeito inicial
Na noite de 19 de dezembro, a polícia prendeu um suspeito, que é suspeito de ter conduzido o caminhão durante o ataque, perto da Coluna da Vitória de Berlim. Ele despertou suspeita ao fugir da cena do ataque por medo de ser considerado suspeito. O homem preso, conhecido apenas como "Naved B." pelo público, negou o envolvimento e foi identificado mais tarde como um candidato a [direito de asilo|asilo]] de 23 anos de idade originário da cidade de Turbat, no Paquistão. O Comando de Implantação Especial de Berlim invadiu o hangar em Tempelhof, que é usado como um campo de refugiados, onde o homem preso morava com seis outros em uma sala. Seu celular foi apreendido e analisado. As fontes da polícia sugeriram mais tarde que poderiam ter prendido "o homem errado" porque o indivíduo sob custódia não carregava resíduos de tiros ou marcas que indicariam que esteve em uma luta. Além disso, os testes forenses não conseguiram provar que o suspeito estava dentro da cabine do caminhão. A polícia, portanto, acreditava que o terrorista ainda possa estar em liberdade.
O procurador-geral da Alemanha, Peter Frank, disse: "Temos que nos acostumar com a ideia de que o homem apreendido pode não ser o perpetrador ou pertencer ao grupo de perpetradores". O homem foi libertado na noite de 20 de dezembro devido à falta de provas.

#### Anis Amri
Em 21 de dezembro, a polícia anunciou que os investigadores haviam encontrado, sob o assento do motorista do caminhão, uma suspensão da autorização de deportação de um homem chamado Anis Amri que nasceu em Tataouine, Tunísia, em 1992. As autoridades começaram uma busca pelo suspeito por toda a Europa. De acordo com os investigadores, o suspeito entrou na Alemanha vindo da Itália em 2015 e pertencia a uma rede salafita, um grupo chamado "Die Wahre Religion" ("A Religião Verdadeira"), que cresceu em torno de Abu Walaa, um conhecido recrutador do ISIS na Alemanha que foi preso recentemente. O suspeito foi procurado pelo Serviço Federal de Polícia Criminal. As autoridades pediram uma caçada pública e publicaram uma foto recente do homem, além de oferecerem uma recompensa de 100 mil euros, mas alertaram que o suspeito pode estar armado e ser perigoso. Ele foi descrito como sendo um homem de 1,78 m de altura, com 75 quilos, cabelos escuros e olhos castanhos.
O suspeito chegou pela primeira vez na Europa em 2011 na ilha de Lampedusa. Ele mentiu sobre a sua idade, fingindo ser um menor e foi enviado para o centro de acolhimento de migrantes temporários na ilha. No centro, de acordo com oficiais de segurança italianos, ele "participou de um tumulto particularmente violento, quando o centro foi incendiado e várias pessoas feridas" e foi condenado a quatro anos de prisão. Ele cumpriu a pena em duas prisões na Sicília. Amri foi liberado em 2015; segundo autoridades italianas, o governo tunisiano se recusou a aceitar o seu repatriamento e acredita-se que ele tenha ido para a Alemanha nessa época.
Na Tunísia, ele foi condenado à revelia a cinco anos de prisão "por roubo agravado por violência". Antes disso, ele foi preso várias vezes por uso e posse de drogas. O homem chegou à Alemanha em julho de 2015 e pediu asilo em abril de 2016. Ele usou pelo menos seis pseudônimos diferentes e também fingiu ser um cidadão do Egito e do Líbano. Ele envolveu-se em um ataque com facas por drogas em julho de 2016 e desapareceu depois que a polícia tentou interrogá-lo.
Em 23 de dezembro de 2016, foi noticiado que Anis Amri, foi abatido a tiro em Sesto San Giovanni, perto de Milão, Itália.

## Vítimas
O condutor inicial do veículo era um polaco de 37 anos chamado Łukasz. O mesmo foi sequestrado e morto pelo agressor, que em seguida apoderou-se de seu caminhão.
| País             | Mortos | Feridos   | Ref.                 |
| ---------------- | ------ | --------- | -------------------- |
| Alemanha         | 7      | Sem dados |                      |
| Itália           | 1      | 3         | [ 55 ] [ 56 ] [ 57 ] |
| Israel           | 1      | 1         | [ 56 ] [ 58 ]        |
| Polônia          | 1      | 0         | [ 59 ]               |
| República Tcheca | 1      | 0         | [ 56 ] [ 60 ]        |
| Ucrânia          | 1      | 0         | [ 61 ] [ 62 ]        |
| Espanha          | 0      | 2         | [ 63 ]               |
| Reino Unido      | 0      | 2         | [ 64 ]               |
| Estados Unidos   | 0      | 2         | [ 65 ]               |
| Finlândia        | 0      | 1         | [ 66 ]               |
| Hungria          | 0      | 1         | [ 67 ]               |
| França           | 0      | 1         | [ 68 ]               |
| Líbano           | 0      | 1         | [ 69 ]               |
| Sem dados        | 0      | 42        | [ 70 ]               |
| Total            | 12     | 56        | [ 71 ]               |

## Repercussão

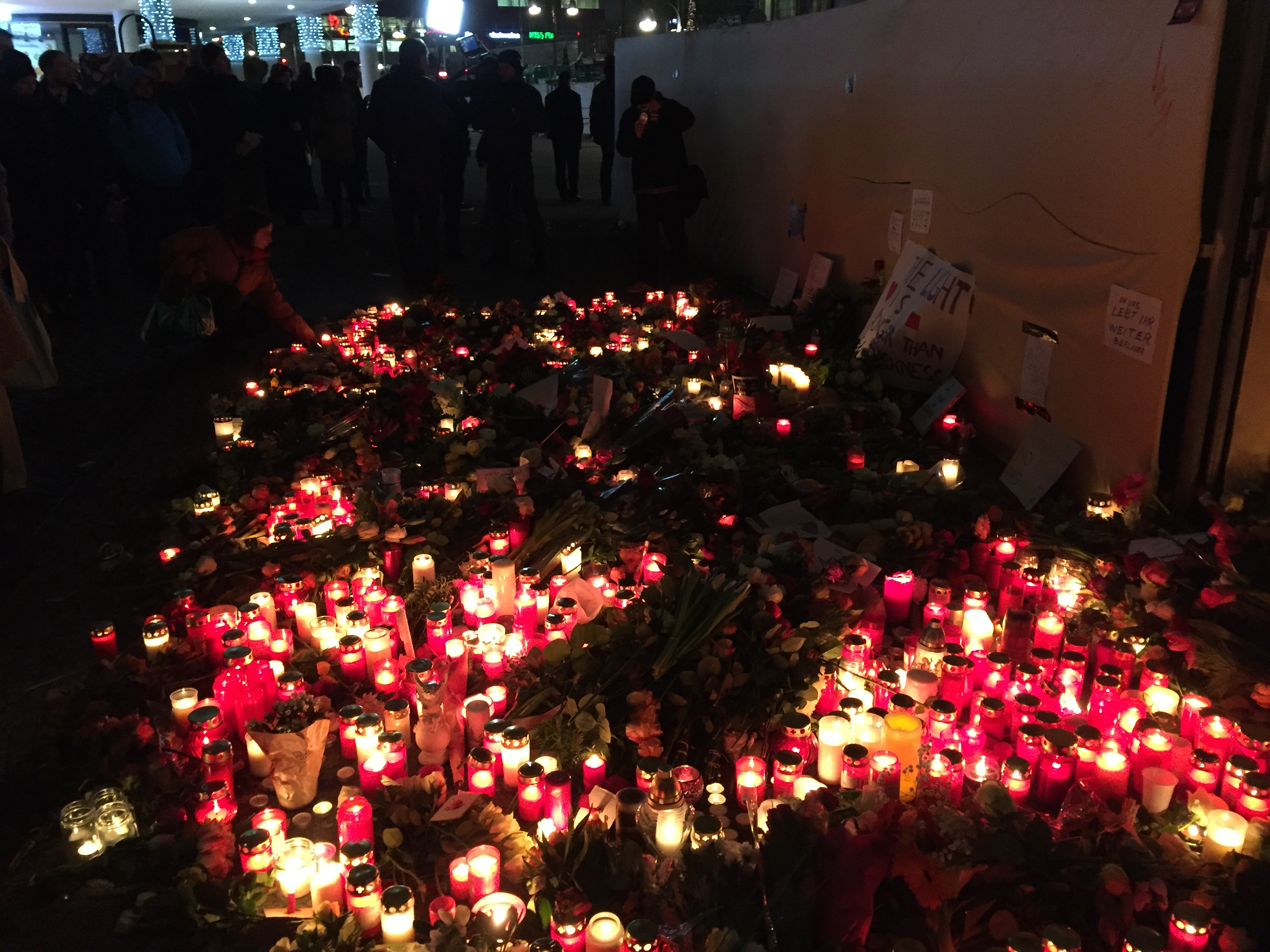
Homenagem às vítimas próximo ao local do atentado.

Muitos líderes mundiais ofereceram condolências à Alemanha e às vítimas do ataque.
Políticos nacionais e internacionais de direita culparam a Chanceler Federal Angela Merkel e suas políticas de refugiados e "porta aberta aos migrantes". Em oposição, vários comentaristas políticos nacionais e internacionais elogiaram o que eles descreveram como reação sensata da administração Merkel, e condenaram a reação da direita como perigosa.
Uma petição pública para conceder a Łukasz Urban o Bundesverdienstkreuz havia já recolhido cerca de 2.500 assinaturas na tarde de 22 de dezembro.
Muçulmanos e cristãos realizaram uma vigília em solidariedade às vítimas do ataque em Berlim.